# C. A. L. Reed
 (mars 2021).
Pour les articles homonymes, voir Charles Reed.
Charles A.L. Reed était un médecin américain. Il a été président de l'Association médicale américaine de 1901 à 1902.

## Histoire et vie
Reed naît en 1856, le deuxième fils du Dr Richard Cumming Stockton Reed et de Nancy (Clark) Reed. Il fait ses études dans les écoles de l'Ohio et obtient un diplôme en arts de l'université de Miami, à Oxford. Il suit une formation médicale au Collège de médecine et de chirurgie de Cincinnati, institution dans laquelle son père a occupé le poste de professeur de materia medica et de thérapeutique.
Ensuite, il est président d'un comité sur la législation médicale au sein de l'AMA, vers 1905-1909. Il est également chargé de cours, promoteur d'initiatives de santé publique et professeur émérite de la faculté de médecine de l'université de Cincinnati.
Le docteur propose un lien bactériologique pour l'épilepsie vers 1916-1917, qui n'attire pas une grande attention lors de la publication.
Il meurt le 28 août 1928 à Gloucester (Massachusetts) de maladie cardiaque. Sa nécrologie note qu'il s'opposait à la Prohibition.